# Масенов, Тулеген Масенович
Тулеген Масенович Масенов — советский учёный, доктор биологических наук, член-корреспондент АН Казахской ССР.

## Биография
Родился в 1916 году в ауле № 3. Член КПСС.
Образование высшее — окончил Казахский государственный университет.
Участник Великой Отечественной войны.
С 1939 года — на хозяйственной, общественной и политической работе.
До 1941 гг. — ассистент кафедры зоологии Казахского государственного университета.
- В 1945—1946 гг. — заместитель заведующего Акмолинским облоно.[1]
- В 1947—1954 гг. — старший преподаватель кафедры зоологии Казахского государственного университета.[1]
- В 1954—1962 гг. — доцент кафедры зоологии Казахского государственного университета.[1]
- В 1962—1967 (в 1967—1978 гг. — по совместительству) — заведующий лабораторией эволюционной морфологии Института экспериментальной биологии АН Казахской ССР.[1]
- В 1967—1988 гг. — заведующий кафедрой гистологии, цитологии, эмбриологии Казахского государственного университета.[1]

С 1988 года — профессор кафедры цитологии и гистологии Казахского государственного университета, главный научный сотрудник лаборатории цитологии при кафедре.
Умер не ранее 1996 г.

## Научный вклад и сочинения
За период научной деятельности Масенов Т. М. разрабатывал фундаментальные темы эволюционной и экологической морфологии, биологии клетки и тканей животных, в частности:
- эволюционные закономерности клеточной и тканевой дифференцировки некоторых важнейших систем органов позвоночных животных;
- клеточно-тканевые механизмы формирования продуктивных и других биологически важных качеств животных;
- изучение клеточных и тканевых механизмов адаптации животных к различным условиям обитания;
- клеточные механизмы нормального и репаративного роста животных в онтогенезе[1].

Диссертации:
- Сравнительная биоморфология легких у наземных позвоночных — Канд. дисс., 1954;
- Сравнительная морфология легких млекопитающих в связи с их экологией — Докт. дисс., 1967;

## Награды
- Орден Октябрьской Революции (14.06.1984)[3]
- Орден Отечественной Войны I степени
- Орден Отечественной Войны II степени
- Орден Красной Звезды